# Leon Olszewski (duchowny)
Leon Olszewski, Olschewski (ur. 14 kwietnia 1894 w Królewcu, zm. 11 sierpnia 1942 w Dachau) – niemiecki duchowny katolicki, kapłan diecezji warmińskiej, ofiara obozu koncentracyjnego.

## Życiorys
Dzieciństwo i lata szkolne spędził w Królewcu, tamże zdał maturę. Dalsze wykształcenie zdobywał w Seminarium Duchownym w Braniewie, 2 sierpnia 1914 przyjmując tonsurę i cztery święcenia niższe; już po otrzymaniu tych święceń został sanitariuszem. 27 kwietnia 1919 otrzymał subdiakonat, 23 listopada tegoż roku przyjął święcenia kapłańskie we Fromborku. Jego pierwszą placówką duszpasterską stała się parafia w Żegotach, gdzie był wikariuszem i od kwietnia 1920 komendariuszem. W sierpniu 1920 przeszedł na administratora parafii w Tylży. Lata 1922–1935 spędził w Wischwill w charakterze proboszcza misyjnego. Po wysiedleniu z tamtych terenów był kolejno kuratusem w Glaznotach, proboszczem w Bilderweitschen, wreszcie od 27 października 1938 proboszczem w Tylży.
Występował wielokrotnie jako krytyk nazizmu, w związku z czym poddawano go licznym przesłuchaniom policyjnym. 25 sierpnia 1941 został aresztowany przez gestapo. Postawiono mu zarzuty prowadzenia duszpasterstwa wśród Polaków oraz rozpowszechnianie informacji o gwałtach żołnierzy Wehrmachtu w Rosji. W grudniu 1941 wysłany do obozu koncentracyjnego w Dachau, zginął tam 11 sierpnia 1942. Znalazł się wśród kandydatów na ołtarze – duchownych i świeckich męczenników komunizmu i hitleryzmu z diecezji warmińskiej – których proces beatyfikacyjny otwarto 15 września 2007.